# Yasuyuki Iwasaki
Yasuyuki Iwasaki (jap. 岩崎 泰之, Iwasaki Yasuyuki; * 9. April 1971 in der Präfektur Shizuoka) ist ein ehemaliger japanischer Fußballspieler.

## Karriere
Iwasaki erlernte das Fußballspielen in der Schulmannschaft der Shimizu Commercial High School. Seinen ersten Vertrag unterschrieb er 1990 bei Yamaha Motors (heute: Júbilo Iwata). Der Verein spielte in der höchsten Liga des Landes, der Japan Soccer League. 1993 wurde er mit dem Verein Vizemeister der Japan Football League und stieg in die J1 League auf. 1994 erreichte er das Finale des J.League Cup. Ende 1995 beendete er seine Karriere als Fußballspieler.

## Erfolge
Júbilo Iwata
- J.League Cup

Finalist: 1994